# تومری
تومری (فرانسوی: [tɔmʁi] ()) یک کمون در دپارتمان سن-ا-مارن در ناحیه ایل دو فرانس در شمال مرکزی فرانسه، بین جنگل فونتن‌بلو و رودخانه سن است.
ساکنان تومری را تومریون می‌نامند.

## اقتصاد
در طی قرن‌ها، در تومری نگهداری انگور طبق تکنیک‌های اجدادی روی دیوارهای بلند اجرا می‌شد. پس از برداشت، انگورها را در بطری‌هایی با طراحی خاص، پر از آب و یک تکه زغال چوب می‌ریزند و در مدت چند ماه در غارهای شراب یا زیرزمین‌هایی که در داخل خانه‌های محلی ساخته شده‌اند، نگهداری می‌شوند. این روش به انگور اجازه می‌دهد تا بعد از فصل کریسمس حتی در اواخر عید پاک با میوه‌های کاملاً طبیعی حفظ شده فروخته شود. این سنت از قرن ۱۹ تا جنگ جهانی دوم بسیار محبوب و مقصد سفره‌های غنی در پاریس و فراتر از آن (دربار سزار روسیه) بوده‌است. اوج تولید در دهه ۱۹۲۰ بود که بیش از ۸۰۰ تن انگور در سال در مجموع ۳۵۰ کیلومتر (۲۲۰ مایل) دیوار کشت می‌شد. دیوارهای درخت انگور هنوز در تومری وجود دارند و در سال ۱۹۹۳ توسط بناهای تاریخی طبقه‌بندی شده‌اند. امروزه تنها تعداد کمی از ساکنان هنوز این فعالیت را برای مصرف محلی انجام می‌دهند.